# Elio Bavutti
Elio Bavutti (San Prospero, 5 maggio 1914 – Modena, 9 febbraio 1987) è stato un ciclista su strada italiano, attivo come professionista e indipendente dal 1937 al 1943.

## Carriera
Nato nel 1914 a San Prospero, in provincia di Modena, a 22 anni partecipò ai Giochi olimpici di Berlino 1936, arrivando al traguardo in 28ª posizione nella corsa in linea e chiudendo quarto nella corsa a squadre (dove venivano sommati i tempi dei ciclisti della stessa nazione ottenuti nella corsa individuale).
Tesserato per l'U.C. Modenese, nel 1937 passò al professionismo con la torinese Fréjus, prendendo parte al Giro d'Italia, non terminandolo, e alla Milano-Sanremo, piazzandosi nono. Anche l'anno successivo partecipò alle stesse due gare, ritirandosi di nuovo al Giro d'Italia (corso con i colori dell'U.C. Modenese) e arrivando 39º alla Milano-Sanremo. Dopo aver corso con la Gloria nel 1939, sospese l'attività ciclistica, ritornando a correre brevemente nel 1943, da individuale, prima del ritiro, a 29 anni.
Morì nel 1987, a 72 anni.

## Palmarès
- 1936 (dilettanti)

Coppa Azzini

## Piazzamenti

### Grandi Giri
- Giro d'Italia

1937: ritirato (14ª tappa)
1938: ritirato

### Classiche monumento
- Milano-Sanremo

1937: 9º
1938: 39º

### Competizioni mondiali
- Giochi olimpici

Berlino 1936 - In linea: 28º
Berlino 1936 - A squadre: 4º